# Hollandsche Rading
Hollandsche Rading is een dorp in de gemeente De Bilt, in de Nederlandse provincie Utrecht. Op 1 januari 2023 telde Hollandsche Rading 1.620 inwoners. Het dorp ligt langs de spoorlijn van Utrecht naar Hilversum en heeft een spoorwegstation.

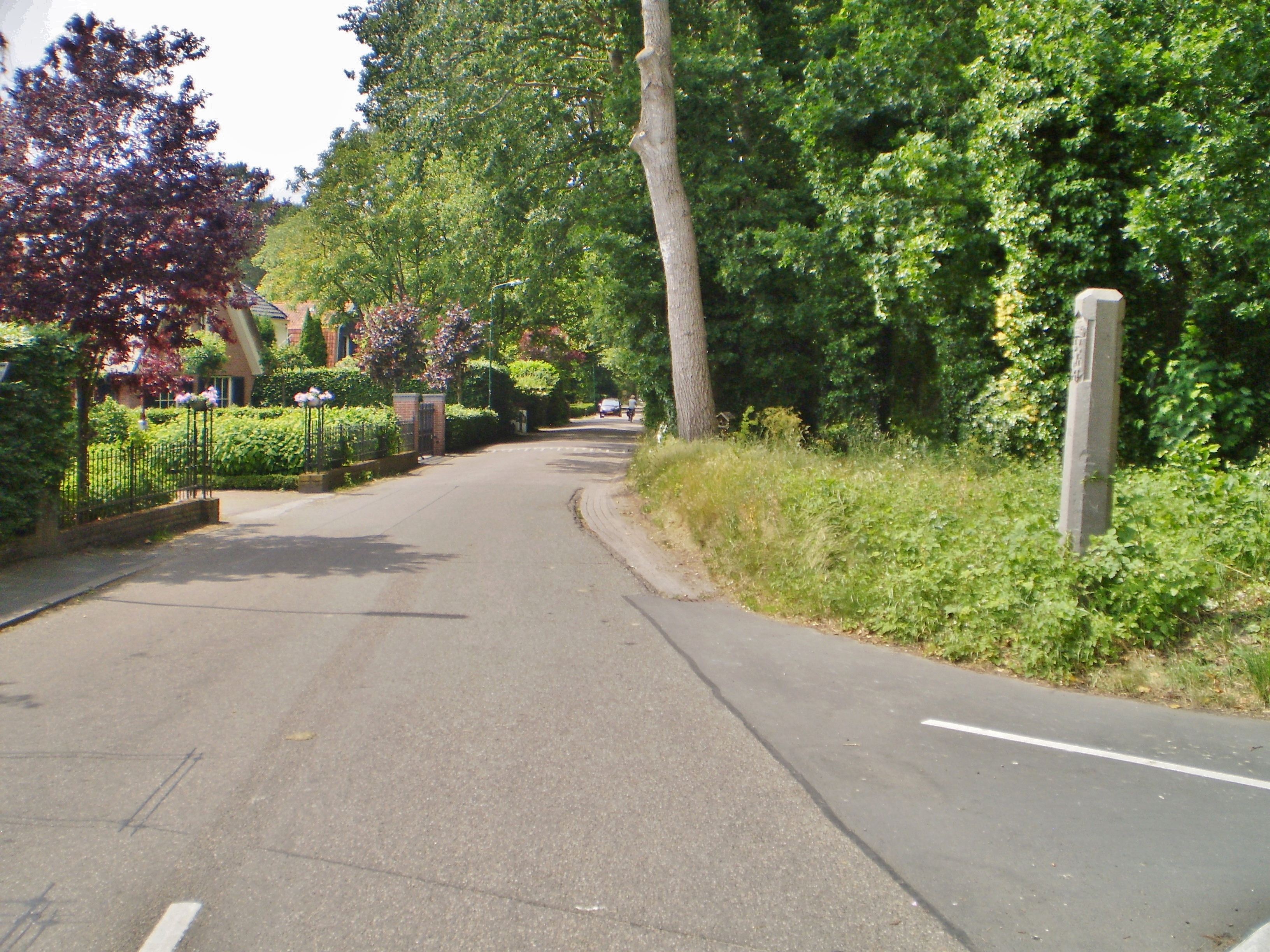
Graaf Floris V Weg richting Egelshoek

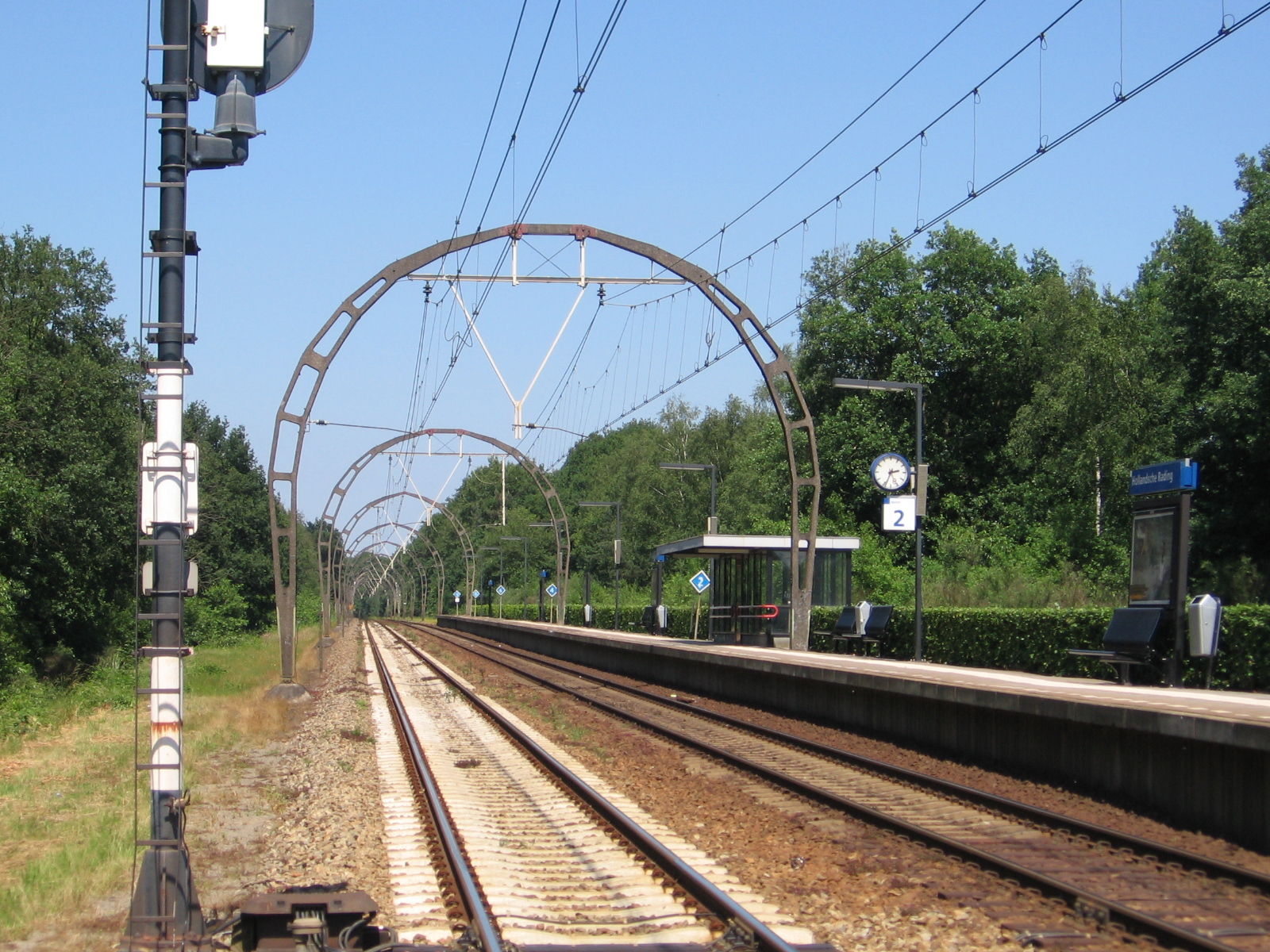
Karakteristieke bovenleidingportalen op de spoorlijn Utrecht - Hilversum ter hoogte van Hollandsche Rading

Rading is een hypercorrecte vorm van raaiing, dat lijn of grens betekent. De naam verwijst naar de destijds omstreden grens van Holland en Utrecht. Met name de grens rond het Gooi was in de middeleeuwen aanleiding voor diverse oorlogen. In 1719 bleek het nodig de grens van Eemnes tot Loosdrecht te voorzien van stenen grenspalen, die nu nog bestaan.

## Sport en recreatie
Deze plaats is gelegen aan de Europese wandelroute E11, ter plaatse ook wel Marskramerpad geheten. De route komt vanaf Tienhoven en vervolgt via het Maartensdijkse Bos en de Soester Duinen richting Soestduinen.
Eens per jaar vindt de open dag van modelbouwvereniging Radingspoor plaats, waarbij onder meer tientallen op stoom rijdende schaalmodellen te bewonderen zijn. Dit trekt altijd zeer veel bezoekers; kinderen kunnen meerijden in de wagons.